# Jurij Szergejevics Entyin
Jurij Szergejevics Entyin (Юрий Сергеевич Энтин), Moszkva, 1935. augusztus 21. –) orosz költő, drámaíró. Széles körben ismert és népszerű szerző elsősorban film-, rajzfilm-, és tévéfilm-dalszövegeinek köszönhetően.

## Pályakép
Pedagógia szakon diplomázott. Utána tipográfiai szerkesztést tanult. Történelmet és könyvtározást oktatott. 1962–69 között a Melogyija hanglemezkiadó szerkesztője volt. 1969 óta szabadúszó. Forgatókönyveket, könyveket, filmdalokat írt. 1998-ban megkapta az Arany Osztapot (Золотой Остап), ezt az Ilf és Petrov főhőséről elnevezett díjat (Osztap Bender nyomán), ami valami olyan jelentős kitüntetés, mint nálunk a Karinthy-gyűrű (legalább annyira tekintélyes és a szakmán kívül is jól ismert díj). 2004-ben, alkotó munkásságának harmincötödik évfordulóján, amit a Kremlben ünnepeltek meg, régi és új dalait adták elő.
Tagja a filmszövetségnek (Союз кинематографистов России).
Több mint 500 dalszöveget írt, melyek több, mint száz filmben szólalnak meg. Az orosz kultúrában jó néhány dala örökzölddé vált. Ezek közül a Brémai muzsikusok, a Cseburaska, a No, megállj csak! (Ну, погоди!) nálunk is jól ismert. Az egyiket (Kék vonat) Rutkai Bori is énekelni szokta a Budapest Bár koncertjein.

## Rajzfilmek
- 1967: Четверо с одного двора (Négyen egy udvarból)[1]
- 1969: Бременские музыканты; (A brémai muzsikusok)[2]
- 1969: Весёлая карусель № 1 (Vidám körhinta 1. „animációs folyóirat” gyerekeknek)[3]
- 1970: Катерок (A kis játékhajó)[4]
- 1970: Бобры идут по следу (A hódok nyomoznak, bábfilm)[5]
- 1970: Маленькие недоразумения/Котик-Мотик (Kis félreértések/Cica-Mica, bábfilm)[6]
- 1970: Малышок и чёрная маска (Kölyök és a fekete álarc, bábfilm)[7]
- 1972: Край, в котором ты живёшь (A vidék, ahol élsz)[8]
- 1972: Куда летишь, Витар? (Hova repülsz Vitar?)[9]
- 1973: Песня о дружбе (Dal a barátságról)
- 1973: По следам бременских музыкантов (A brémai muzsikosok nyomában)
- 1973: Паучок Ананси и волшебная палочка (Ananszi pókocska és a varázspálca)
- 1973: Индекс (Az irányítószám)
- 1974: Сказка за сказкой (Meséröl mesére) szovjet–magyar
- 1974: Ну, погоди! выпуск 8 (No, megállj csak! 8. rész)
- 1974: Катавасия (Kánon)
- 1975: Волк и семеро козлят на новый лад (A farkas és a hét kis kecske újrahangszerelve)
- 1976: Голубой щенок (A kék kutyakölyök)
- 1979: Летучий корабль (A repülő hajó)
- 1980: Пиф-паф, ой-ой-ой! (Piff-puff, aj-jaj-aj)
- 1980: Баба-яга против! (A boszorka ellenzi!)
- 1982: Прежде мы были птицами (Azelőtt mi madarak voltunk)
- 1984: Зима в Простоквашино (Tél Prosztokvasinóban)
- 1984: Крем-брюле (Crème brûlée)
- 1985-1987: Контакты… конфликты… № 1—4 (Kapcsolatok...konfliktusok 1–4)
- 1989: Клетка (A ketrec)
- 1990: Серый Волк энд Красная Шапочка (Piroska és a farkas)
- 1992: Йоксель-Моксель (Jokszel-Mokszel)
- 1996: Лягушка-путешественница (Az utazó békácska)
- 2000: Новые бременские (Az új brémai muzsikusok)
- 2002: Светлячок, (Szentjánosbogárka)
- 2002: Новые приключения Карандаша и Самоделкина (Ceruza és Ezermester új kalandjai)
- 2003: Виноватая тучка (A felhőcske a hibás)
- 2004: Страходон Мохнатый (Lompos Sztrahodon)
- 2002 – 2004: Птичка (Madárka),: Неваляшка (Keljfeljancsi),: Аэробика для Бобика (Aerobik Bobiknak),: Любимый папа (Ezeretett apu),: Храбрый зайчик (A bátor kisnyúl),: Ленивая песня (A lusta dal)
- 2010: Приключения Котёнка и его друзей (Kismacska és barátainak kalandjai)
- „School with a bias” Moldova-film
- Szezám utca, animációs sorozat, USA